# Pumilus antiquatus
Pumilus antiquatus är en armfotingsart som beskrevs av Andrew Atkins 1958. Pumilus antiquatus ingår i släktet Pumilus och familjen Kraussinidae. Inga underarter finns listade i Catalogue of Life.